# Scraptia apicicornis
Scraptia apicicornis es una especie de coleóptero de la familia Scraptiidae.

## Distribución geográfica
Habita en Madagascar.